# اووه بیالون
اووه بیالون (انگلیسی: Uwe Bialon؛ زادهٔ ۲۰ اوت ۱۹۶۳) بازیکن فوتبال سابق اهل آلمان است.
از باشگاه‌هایی که در آن بازی کرده‌است می‌توان به باشگاه فوتبال هرتابرلین، باشگاه فوتبال اشتوتگارت، و باشگاه ورزشی لیماسول اشاره کرد.
از تیم‌هایی که در آن بازی کرده است می‌توان به باشگاه فوتبال اشتوتگارت اشاره کرد.